# آب و یک شعله
«آب و یک شعله» (به انگلیسی: Water and a Flame) تک‌آهنگی از هنرمند اهل بریتانیا ، ادل است که در ۲ نوامبر ۲۰۰۹ منتشر شد. این تک‌آهنگ در آلبوم عاشقی‌اش به من جان دوباره داد قرار داشت.